# جيريمياه أني
جيريمياه أني (بالإنجليزية: Jeremiah Ani)‏ هو لاعب كرة قدم نيجيري، ولد في 12 فبراير 1985 في كادونا في نيجيريا. شارك مع منتخب نيجيريا تحت 17 سنة لكرة القدم ومنتخب نيجيريا لكرة القدم. أما مع النوادي، فقد لعب مع إستريلا دا أمادورا وسلايما واندريرز ونادي اتحاد كلباء ونادي روذرهام يونايتد ونادي فاليتا.

## وصلات خارجية
- جيريمياه أني على موقع قاعدة بيانات كرة القدم.إي يو (الإنجليزية)
- جيريمياه أني على موقع Soccerway.com (الإنجليزية)